# Service Learning

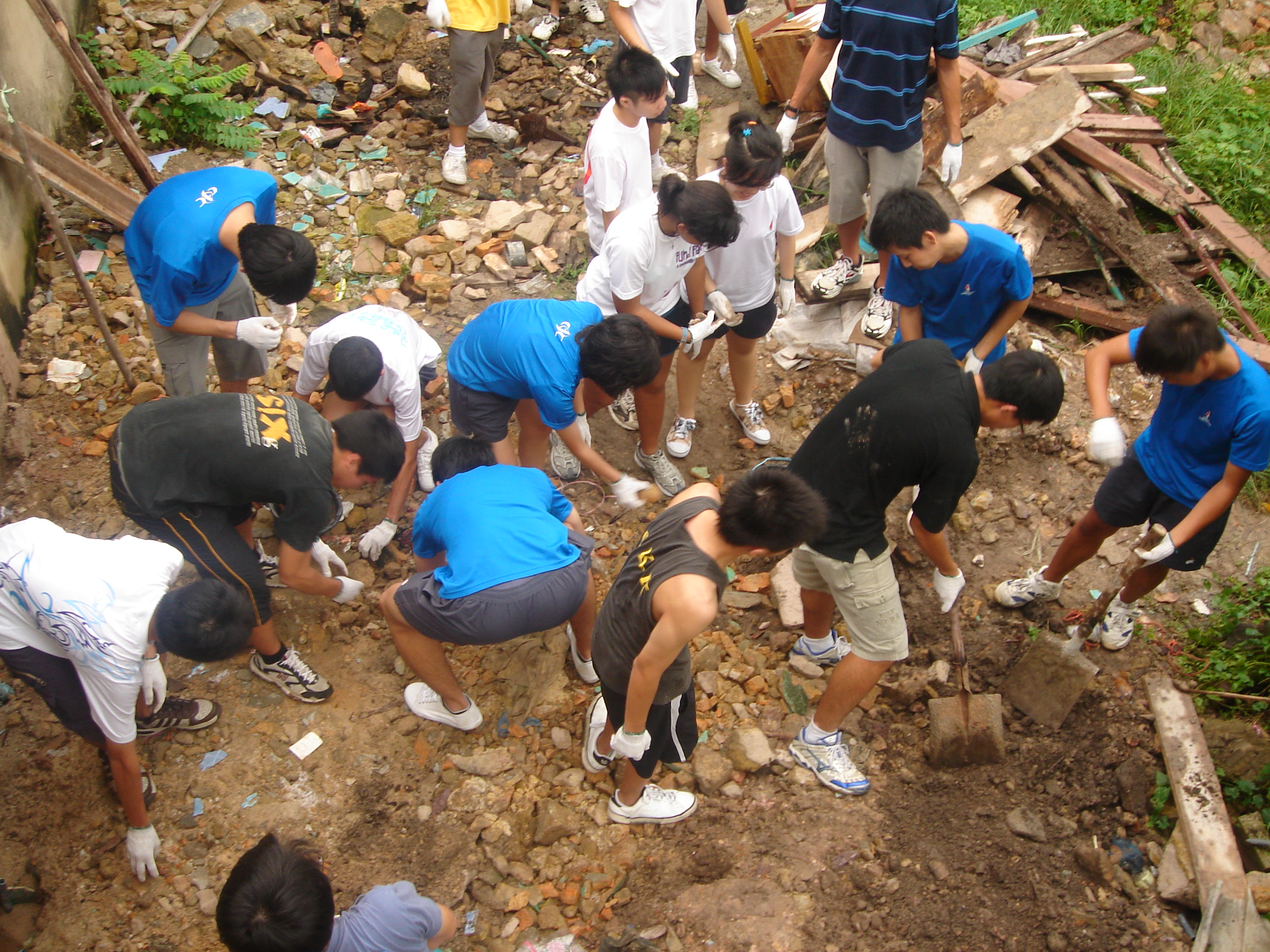
Ein Service-Learning-Projekt in Batam

Service Learning (englisch für: Lernen durch Engagement, kurz LdE) ist eine Unterrichtsmethode, die gesellschaftliches Engagement von Schülern mit fachlichem Lernen im Unterricht verbinden soll. Service Learning kombiniert kognitives Lernen (learning) mit der Übernahme von Verantwortung im Schulumfeld (service). Service Learning wird für alle Altersstufen, Fächer und Schulformen als geeignet betrachtet und auch an Universitäten angewendet.

## Theorie
„Service Learning hat zum Ziel, gesellschaftliches Engagement von Jugendlichen fest im Schulalltag zu verankern und mit Unterricht zu verbinden“. Die Erfahrungen, die die Schüler beim „Engagement für Andere“ machen, werden im Unterricht aufgegriffen, reflektiert und mit Unterrichtsinhalten verknüpft. Dabei lernen Jugendliche, dass es sich lohnt, sich für die Gemeinschaft einzusetzen. Sie trainieren soziale und demokratische Kompetenzen und können ihr praktisch erworbenes Wissen sowie ihre Erfahrungen in den Unterricht einfließen lassen. Unterricht wird so praxisnah und handlungsorientiert. Service-Learning basiert also auf dem Prinzip, dass gesellschaftliches Engagement mit dem fachlichen Lernen im Klassenraum kombiniert werden kann. Dadurch profitieren „Service“ und „Learning“ voneinander: Auf der einen Seite wird das gesellschaftliche Engagement durch das im Unterricht erworbene theoretische und konzeptionelle Wissen der Schüler bereichert und auf der anderen Seite gewinnt das fachliche Lernen durch die Erfahrungen in der Realität an Relevanz, Handlungsbezug und Verständnistiefe."
Für die Schüler heißt das:
- sie setzen sich für das Gemeinwohl ein.
- sie tun etwas für andere oder die Gesellschaft.
- sie engagieren sich aber nicht losgelöst oder zusätzlich zur Schule, sondern als Teil von Unterricht und eng verbunden mit dem fachlichen Lernen.
- das Engagement der Schüler wird im Unterricht geplant, reflektiert und mit Inhalten der Bildungs- und Lehrpläne verknüpft.[2]

Aus der Forschung wissen wir: Service Learning-Projekte...
- reagieren auf tatsächlich vorhandene Probleme oder Herausforderungen in der Gemeinde,
- werden in enger Zusammenarbeit zwischen der Schule und Partnern in der Gemeinde koordiniert und durchgeführt,
- sind an zentraler Stelle in das Schulcurriculum integriert,
- bieten strukturierte Zeiten für Reflexion und
- geben die Möglichkeit zur Anwendung von in der Schule erlerntem Wissen und Kompetenzen in authentischen Problemkontexten.[3]
- fördern soziale und persönliche Kompetenzen[4]

Service Learning (Lernen durch Engagement) ist eine Methode des Lernens durch Handeln und gehört zur Civic Education. Bei dieser in den USA schon sehr verbreiteten pädagogischen Methode werden fachliche Inhalte so vermittelt, dass der Lerneffekt bei der Arbeit in gemeinnützigen Projekten eintritt.

## Service Learning an Schulen
Service Learning eignet sich für alle Schulformen und unterschiedlichste Fächer. Viele Schulen, die die Methode Lernen durch Engagement erproben und umsetzen haben sich im bundesweit angelegten Netzwerk Lernen durch Engagement zusammengeschlossen. Es besteht aus rund 100 Schulen aus 11 Bundesländern sowie außerschulischen Partnern, die sich zum Ziel setzen, gemeinschaftlich die Verbreitung von Lernen durch Engagement zu fördern – als einen innovativen Ansatz zur Schulentwicklung, als einen wichtigen Beitrag zur Bildungsreform und als einen Weg zur Stärkung des zivilgesellschaftlichen Engagements und der demokratischen Verantwortungsübernahme von Jugendlichen.
In Nordrhein-Westfalen und Hessen gibt es das Service-Learning-Programm sozialgenial – Schüler engagieren sich der Aktiven Bürgerschaft. sozialgenial wird gefördert von der WGZ BANK und weiteren Genossenschaftsbanken und unterstützt vom Ministerium für Schule und Weiterbildung des Landes Nordrhein-Westfalen und vom Hessischen Kultusministerium. Seit 2009 haben sich 120.000 Schülerinnen und Schüler an 800 Schulen in Nordrhein-Westfalen und Hessen engagiert, 3.000 Service-Learning-Projekte sind dabei entstanden (Stand Dezember 2021).
In Baden-Württemberg schreiben die Bildungspläne seit der Bildungsreform 2004 und 2005 vor, welche Kompetenzen die Schüler am Ende eines bestimmten Zeitraums erlangen sollen. Eine besondere Betonung liegt dabei auf den sozialen Kompetenzen und der persönlichen Entwicklung. Neben den klassischen Unterrichtsfächern sieht der Bildungsplan für Realschulen beispielsweise Themenorientierte Projekte (TOP) in verschiedenen Bereichen vor. Im Rahmen von TOP Soziales Engagement setzen sich Schüler für andere Menschen ein – innerhalb oder außerhalb der Schule. Innerhalb können sie sich z. B. im Schulsanitätsdienst, in einem Streitschlichter-Team oder in der Hausaufgabenbetreuung engagieren; extern beispielsweise in einem Altenheim, im Kindergarten oder in der Sonderschule. Die Jugendlichen planen ihr Projekt mit und setzen es selbstständig um. Zum Abschluss dokumentieren und präsentieren sie es.
Damit Service Learning an Schulen nachhaltig wirken kann, ist es wichtig, dass es in ein systematisch und altersgerecht aufgebautes Sozialcurriculum integriert ist.

## Service Learning an Hochschulen
Die Methode Service Learning (Lernen durch Engagement) kann auch die Lehre an Universitäten bereichern. Beim universitären Service-Learning werden die wissenschaftlichen Inhalte eines Seminars mit gemeinnützigem Engagement der Studierenden verknüpft. Wie für das Schulnetzwerk Lernen durch Engagement heißt auch bei den Hochschulen die Devise: Gemeinsam sind wir stark. Die deutschen Hochschulen, die Service Learning in ihrer Lehre umsetzen, haben sich am 9. März 2009 zusammengeschlossen und das Hochschulnetzwerk Bildung durch Verantwortung e. V. gegründet. Ziel des Netzwerks ist es, Service Learning an deutschen Hochschulen zu etablieren. Die sechs Gründungsmitglieder sind die Universitäten Duisburg-Essen, Erfurt, Mannheim, Würzburg und des Saarlandes sowie die Fachhochschule Erfurt. Inzwischen hat das Netzwerk rund 40 Mitglieder. Die Geschäftsstelle wird an der Katholischen Universität Eichstätt-Ingolstadt geführt.
Mit Unterstützung durch die Freudenberg Stiftung ist die Universität Mannheim seit 2003 Vorreiterin bei der Einführung von Service Learning. Hier fanden 2003 die ersten Service Learning Seminare im Fach Pädagogische Psychologie statt, hier verbreitete die daraus entstandene studentische Initiative CampusAktiv die Idee weiter.
Mit dem Wettbewerb Mehr als Forschung und Lehre! Hochschulen in der Gesellschaft förderten der Stifterverband für die Deutsche Wissenschaft und die Stiftung Mercator 2011 bis 2013 sechs deutsche Hochschulen und Universitäten, die mit neuen Ansätzen Verantwortung für das Gemeinwesen übernehmen. Service Learning ist eines der in diesem Programm geförderten Handlungsfelder.
Die Robert Bosch Stiftung förderte von 2007 bis 2013 das Programm Do it! der gemeinnützigen Agentur mehrwert und damit deutschlandweit Hochschulen bei der Einführung und Umsetzung von Service Learning. Bisher wurden im Rahmen von Do it! an rund 20 Hochschulen Service-Learning-Programme eingeführt und Verantwortliche mit Beratung und Begleitung durch mehrwert unterstützt.
Die Virtuelle Hochschule Bayern (vhb) bietet ein Online-Kursangebot zum Thema Service Learning – Soziales Lernen in Schule, Hochschule und Weiterbildung an. Das Kurangebot macht künftige Lehrkräfte mit Service Learning als Unterrichtsmethode vertraut. Es wurde in Zusammenarbeit der Universitäten Augsburg und Erlangen-Nürnberg entwickelt und kann ab dem Wintersemester 2012/13 von Studierenden aller bayerischen Hochschulen absolviert werden.
Im Rahmen des BMFSFJ-geförderten Verbundprojekts Potenzialförderung für Lernen durch bürgerschaftliches Engagement und gesellschaftliche Verantwortung an Hochschulen wird seit dem Jahr 2013 die Online-Community Campus vor Ort aufgebaut. Campus vor Ort hat das Ziel, Hochschule und Zivilgesellschaft einander näher zu bringen und die Verbindung von akademischer Lehre und zivilgesellschaftlichem Engagement zu fördern. Durch die Möglichkeit zum Erfahrungsaustausch zwischen den Akteuren in diesem noch jungen Feld unterstützt die Online-Community das Sichtbarmachen der vielfältigen Aktivitäten in der deutschen Hochschullandschaft sowie die Generierung von Erfolgsmustern für gute Praxis.

## Service Learning im Kontext von Zivilgesellschaft
Der Begriff Sozialkapital beschreibt die Fähigkeit einer Gesellschaft, ihren sozialen Zusammenhalt zu organisieren und aufrechtzuerhalten. Dabei spielen Vertrauen, Regeln und Normen sowie Netzwerke eine zentrale Rolle. Sie versetzen Menschen in die Lage, Herausforderungen und Probleme gemeinschaftlich zu lösen. Orte der Sozialkapitalbildung sind zum einen Familie und Bildungsinstitutionen, zum anderen alle zivilgesellschaftlichen Formationen, wie Vereine, Verbände, Gruppierungen, Bürger(rechts)-bewegungen. Also alle Initiativen, deren Zielsetzung über das Interesse von Privatpersonen und kleinen Teilgruppen hinausgeht und in der politischen Definition dem zivilgesellschaftlichen Sektor oder Dritten Sektor zugerechnet werden. Vor diesem Hintergrund versteht sich das Konzept Service Learning quasi wie von selbst als Handlungsanleitung für die Bildung von Sozialkapital. Service Learning ist prädestiniert, den Horizont von Studierenden zu weiten, Gemeinsinn und Verantwortungsbereitschaft zu fördern. Über die Herausforderung, sich in einem bislang ungekannten Terrain zu bewähren, bekommen die Teilnehmenden wichtige Impulse für ihre eigene Persönlichkeitsentwicklung und entfalten Sozialkompetenz.

## Kritik
Kritik am Konzept des Service Learnings stammt überwiegend aus der Politikdidaktik. So wird dort z. B. kritisiert, dass Service Learning ein Instrument einer Aktivierungsideologie sei, also versuche, strukturelle und systemische Probleme durch individuelles Engagement zu lösen. Werden die Erfahrungen im Rahmen von Service Learning-Projekten nicht politikdidaktisch aufgearbeitet, könnten sie „politisches Lernen und politisches Engagement verhindern und entpolitisierende Tendenzen sowie das Denkmuster der Alternativlosigkeit unterstützen und verstärken“. Werde das Service Learning auf soziales Lernen verkürzt, können laut Frank Nonnenmacher „problematische Erklärungsmuster generiert werden, können verkürzte und individualistische Lösungsansätze plausibel erscheinen, kann der Blick auf strukturelle Hintergründe von Problemen ausgeblendet werden“. Diese Kritik führte zur Entwicklung verschiedener „Critical Service Learning“-Ansätze, die verstärkt politische Rahmenbedingungen in den Blick nehmen und auf gesellschaftliche Veränderungen hinwirken möchten.